# Lac Los Barreales
Le lac Los Barreales est un lac artificiel situé dans la province argentine de Neuquén en Patagonie septentrionale et contenant les eaux du Río Neuquén. Il est né de la déviation de la majeure partie du puissant débit de la rivière vers une dépression très proche au sud du lit originel, donc hors de la vallée originelle. Cette déviation est effectuée grâce au barrage de Portezuelo Grande. 

## Complexe hydroélectrique
Le lac Los Barreales fait partie du complexe hydroélectrique de Cerros Colorados :

## Situation
Ses coordonnées approximatives sont 38°30' de latitude sud, et 68°50' de longitude ouest. 

## Description
- Sa surface se trouve à une altitude de 421 mètres.
- Son niveau peut fluctuer de 7 mètres.
- Sa superficie est de 413 100 000 m2 soit 413,1 km2 (un peu plus petit que le lac Léman en France et en Suisse).
- Sa profondeur moyenne est de 67 mètres.
- Sa profondeur maximale est de 120 mètres.
- Le volume d'eau contenu est de 27,7 milliards de m³.
- La longueur de ses rives est de 214,5 kilomètres.
- Le temps de résidence des eaux est de 2,4 ans.
- L'étendue de son bassin versant est celle du Río Neuquén au niveau du barrage de Portezuelo Grande soit 20 000 km2 environ.
- Son émissaire, le Río Neuquén a un débit de plus ou moins 360 mètres cubes par seconde à la sortie du lac.